# Chalcis edentata
Chalcis edentata är en stekelart som beskrevs av T.C. Narendran 1989. Chalcis edentata ingår i släktet Chalcis och familjen bredlårsteklar.
Artens utbredningsområde är Taiwan. Inga underarter finns listade i Catalogue of Life.